# Aristocle (scultore)
Aristocle (Attica, VI secolo a.C. – Attica, VI secolo a.C.) è stato uno scultore greco antico.

## Biografia

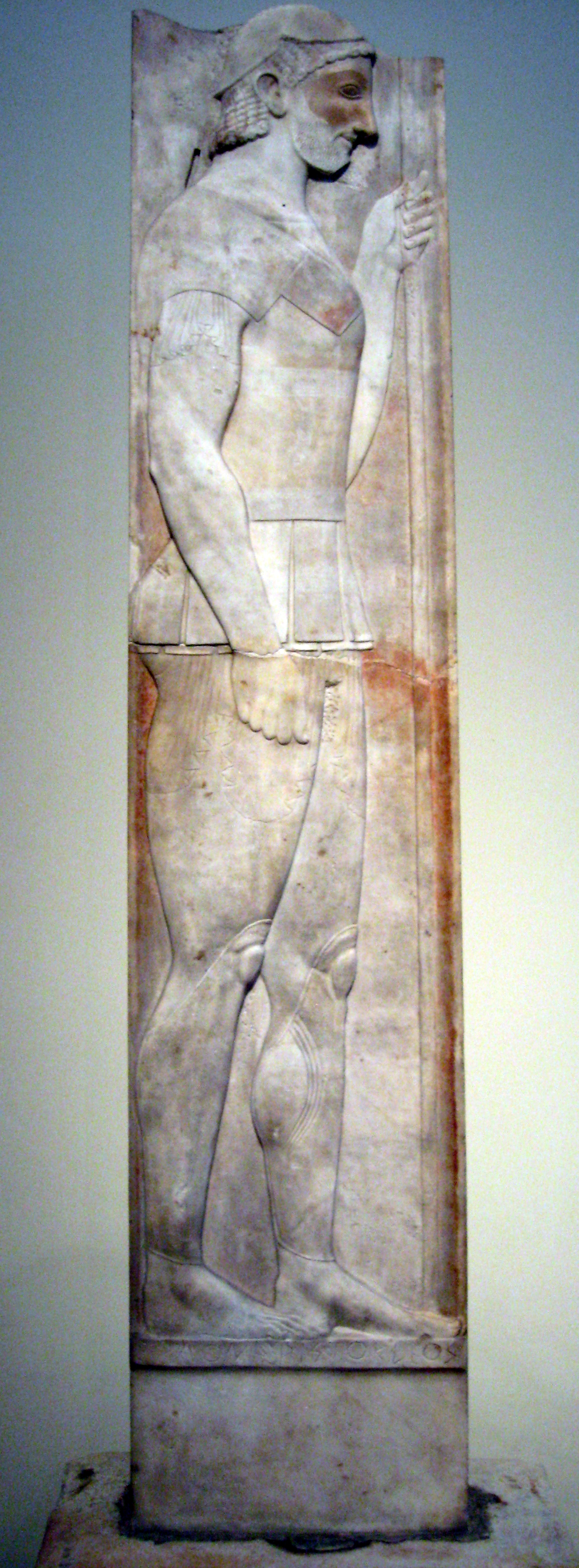
Stele di Aristione, circa 510 a.C., Museo archeologico nazionale di Atene

Fu il più famoso tra tutti gli scultori di nome Aristocle.
Fu attivo in Attica nella seconda metà del VI secolo a.C.
La sua firma è presente in un frammento sulla base d'una statua votiva,
e soprattutto sulla notissima Stele di Aristione, conservata al Museo archeologico nazionale di Atene.
La stele funebre di Aristione, raffigura a basso rilievo e a dimensioni naturali, un guerriero armato.
La rappresentazione è intatta, anche se la parte superiore della stele è danneggiata.
L'opera si caratterizza per una lavorazione raffinata ed accurata in tutti i dettagli, dai riccioli dei capelli alla barba, ed è ricca di equilibrio e di sensibilità compositiva.
Anche i colori originali sono parzialmente presenti: dal blu al rosso e al giallo.
Lo stile dell'opera, che è datata intorno al 510 circa a.C., evidenzia legami con quello dei più antichi vasi dipinti a figure rosse.